# Pillow Ridge
Pillow Ridge är en ås i Kanada.   Den ligger i provinsen British Columbia, i den centrala delen av landet, 3 900 km väster om huvudstaden Ottawa. Pillow Ridge ingår i Spectrum Range.
Trakten runt Pillow Ridge består i huvudsak av gräsmarker. Trakten runt Pillow Ridge är nära nog obefolkad, med mindre än två invånare per kvadratkilometer.